# Andebu
Andebu là một đô thị ở hạt Vestfold, Na Uy. Trung tâm hành chính của đô thị này là làng Andebu. Các giáo xứ của Andebo được thành lập như là một đô thị ngày 1 tháng 1 năm 1838 (xem formannskapsdistrikt).
Andebu có diện tích lớn rừng bao phủ. Các làng chính là Andebu, Høyjord, và Kodal. Các nhà thờ trong cả ba làng có từ thời Trung cổ, một trong những nhà thờ Høyjord được xây dựng khoảng 1150-1200.